# Salon international de l'automobile de Genève 2020
L'édition 2020 du salon international de l'automobile de Genève est un salon automobile annuel qui aurait dû se tenir du 5 au 15 mars 2020 à Genève. Il devait s'agir de la 90e édition internationale de ce salon, organisé pour la première fois en 1905.
À la suite de l'injonction du Conseil fédéral du 28 février 2020 interdisant les événements de plus de 1 000 personnes jusqu'au 15 mars 2020 (à cause de la pandémie de Covid-19), l'édition 2020 du salon est annulée. C'est la première fois depuis la Seconde Guerre mondiale que le salon n'a pas lieu.

## Présentation
Le salon de Genève célèbre son 90e anniversaire. Cette année, André Hefti, le directeur général du salon, cède sa place à Olivier Rihs.
Cette année 2020 aurait dû marquer une évolution du salon face à la baisse de fréquentation qui touche l'ensemble des salons internationaux de l'automobile. Ainsi, cette édition devait innover avec :
- le GIMS-Discovery qui permet aux visiteurs d'essayer les voitures électriques pendant l’événement,
- le GIMS-Tech qui dévoile les dernières innovations technologiques dans le domaine de l'automobile, avec des startups offrant des services de mobilité[3].

Comme lors de l'édition 2019, ou pour le Mondial Paris Motor Show 2018 et plus encore pour le salon de Francfort 2019, des constructeurs automobiles de haut rang font défection au salon de Genève. Ainsi ce sont Lamborghini, Jaguar, Land Rover, Citroën, Peugeot, Opel, Ford, Mini, Nissan, Volvo, Tesla et Mitsubishi qui sont absents.
L'exposition aurait dû se dérouler dans les sept halles du palais des expositions et des congrès de Genève, sur une surface totale de 106 000 m2 et accueillir plus de 180 exposants et 900 véhicules.

## Exposition
Les constructeurs Bentley, Fiat et Renault auraient dû fêter leur 90e participation au salon de Genève.
Cette liste représente l'ensemble des nouveautés, restylages et concept-cars qui auraient dû être présentés lors de cette édition du salon de Genève.

### Nouveautés
- Aiways U5 (version Europe)
- Alfa Romeo Giulia GTA
- Apex Super EV
- Aston Martin DBX by Q
- Aston Martin Vantage Roadster
- Audi A3 IV
- Bentley Mulliner Bacalar
- Bugatti Chiron Pur Sport
- Citroën Ami
- Cupra León
- Cupra Formentor[5]
- Czinger 21C[6]
- DS 9
- Ferrari SF90 Spider
- Fiat 500 IV
- Fiat 500 mild hybrid[7]
- Fiat Panda mild hybrid
- Fisker Ocean[8]
- Hyundai i20 III
- Kia Sorento IV[9]
- Koenigsegg Gemera
- Koenigsegg Jesko Absolut
- Lexus UX 300e
- Morgan Plus Four
- Pagani Imola
- Pininfarina Battista
- Porsche 911 Turbo type 992
- Puritalia Berlinetta EV
- Renault Mégane IV hybride rechargeable
- Renault Twingo ZE
- Seat León IV
- Škoda Octavia RS iV
- Toyota B-HR[10]
- Vega EVX[11]
- Volkswagen Caddy V
- Volkswagen Golf VIII GTI
- Volkswagen Golf VIII GTD

### Restylages
- Hyundai i30 III phase 2[12]
- Mercedes-Benz Classe E V phase 2
- Renault Mégane IV phase 2
- Volkswagen Tiguan II phase 2
- Renault Talisman phase 2

### Concept-cars
- Aiways U6ion concept
- BMW Concept i4
- Dacia Spring Electric
- DS Aero Sport Lounge concept
- Hyundai Prophecy[13]
- IED Tracy concept[14]
- Polestar Precept[15]
- Renault Morphoz[16]

### Exposants
De nombreux constructeurs automobiles devaient être présents pour cette 90e édition du salon de Genève :
- Abarth
- Aiways
- Alfa Romeo
- Alpine
- AMG
- Apex
- Aspark
- Aston Martin
- Audi
- Automobili Pininfarina
- Bentley
- BMW
- Brabus
- Bugatti
- Chang'an Automobile
- Cupra
- Czinger
- Dacia
- DS Automobiles
- Ferrari
- Fiat
- Hispano-Suiza
- Honda
- Hyundai
- Isuzu
- Italdesign
- Jeep
- Karma Automotive
- Kia
- Koenigsegg
- Lexus
- Manifattura Automobili Torino
- Mazda
- Mclaren
- Mercedes-Benz
- Microlino
- Morgan
- Pal-V
- Pagani
- Polestar
- Porsche
- Puritalia Automobili
- Renault
- Rimac Automobili
- Rinspeed
- Rolls-Royce
- Ruf
- Seat
- Škoda
- Smart
- Suzuki
- Toyota
- Vega
- Volkswagen
- Zenvo